# Aïn Zarit
Aïn-dzarit est une commune de la wilaya de Tiaret en Algérie.